# Franz Bucher (Künstler, 1928)
Franz Bucher (* 27. Juli 1928 in St. Gallen; † 21. September 1995 in Dietingen, Landkreis Rottweil) war ein deutscher Bildhauer und namhafter Schüler der Kunstschule im Hofgut Bernstein bei Sulz am Neckar.

## Werdegang
Franz Bucher absolvierte von 1944 bis 1947 eine Holzbildhauerlehre. In den Jahren 1949 und 1950 war er als Waldarbeiter und Steinhauer tätig. Von 1951 bis 1952 studierte er an der Kunstschule in Bernstein als Schüler von Hans Pfeiffer, Riccarda Gohr und HAP Grieshaber. 1951 kehrte er nach Fridingen zurück. Von hier stammte seine Familie. Seit 1952 arbeitete er als freischaffender Bildhauer. Die Skulpturen – hölzerne Stelen und Reliefs – erregten Aufsehen und brachten ihm zahlreiche Auszeichnungen, so 1958 den Oberschwäbischen Kunstpreis der Jugend, 1960 den Deutschen Kunstpreis der Jugend und 1965 den Villa-Romana-Preis Florenz. 1970 nahm er am internationalen Bildhauersymposium „Forma Viva“ in Slowenien teil, 1977 am Holzbildhauersymposium in Freiburg im Breisgau.
Bucher war Mitglied des Deutschen Künstlerbundes und außerordentliches Mitglied des Künstlerbundes Baden-Württemberg. Er gehörte neben Romuald Hengstler, Erich Hauser und Felix Schlenker zur sogenannten Viererbande, die den Kunstraum Rottweil begründete. Außerdem war er 1961 zusammen mit Roland Dörfler, Emil Cimiotti, Robert Förch, Erich Hauser und Emil Kiess Mitbegründer der Neuen Württembergischen Gruppe.